# Griet Dobbelaere
Griet Dobbelaere (Gent, 16 november 1979) is een Vlaamse actrice.
Ze werkt als artistieke coördinator van de theaterateliers in de KOPERGIETERY, Gent en werkt daarnaast als freelance actrice voor verschillende theatergezelschappen. Ze studeerde aan het conservatorium in Gent.
Ze speelde mee in de voorstellingen Lava, een Bodemonderzoek en Mijnheer Porselein van Studio Orka, en verschillende voorstellingen van Hanneke Pauwe, waaronder de monoloog Heimwee naar Tirgu Mureş en de voorstelling Het laatste Kind. Bij het gezelschap Padarijs speelde ze de monologen Saïda en Lege Ogen. 
Andere voorstellingen waarin ze acteerde: Meisjes van Krijt, Family Trees, Bubble Boy, De Steenweg, Brasserie, De Grieten van de Hemelstraat...
Samen met Han Coucke maakte ze de comedy-voorstelling Han en Grietje, waarmee ze de publieks- en juryprijs wonnen op Utrechts Cabaretfestival in 2019.
In 2021 maakte ze met Pepijn Lievens de voorstelling De klas voor de Kopergietery.
Ze werkt ook als coach voor verschillende theaterprojecten en als stemacteur voor radiospots en animatiefilms, waaronder A Turtle's Tale: Sammy's Adventures (Shelly), Phanta Rei (Liesbeth), Missing Link, De Avonturen van Heidi, Mijn Ridder en ik... Voor de film Cool Abdoul werkte ze als dialectcoach.
Voor televisie speelde ze (gast)rollen in Wittekerke, Thuis, De perfecte Moord, Wolven (Els), W817, Spoed, Auwch_, Flikken, Kinderen van Dewindt, Aspe, F.C. De Kampioenen (Kimberly), Mega Mindy (Guus), GodzijDank, De Kotmadam (Colette), En toen kwam ons ma binnen,  Willy's en Marjetten, Los Zand (Eva), Goesting (Kelly) en Dag & Nacht: Hotel Eburon (Sandra Dumon).
Griet Dobbelaere was ook 1 van de initiatiefneemsters voor de hashtags/streepinhetzand 